# マサチューセッツ族
マサチューセッツ族（Massachuset）は、北米大陸のインディアン（ネイティブアメリカン）部族でアメリカ合衆国東部マサチューセッツ州に定住していた部族。部族名の「マサチューセッツ」は、彼らの言葉で「大きな丘」を意味しており、また州名の由来にもなった。
部族固有の言語はアルゴンキン語系族に属し、ナラガンセット族やワンパノアグ族の言葉と近い。森で狩猟をし、トウモロコシや豆やタバコなど栽培しながら暮らしていた。
チャールズ川にある谷とマサチューセッツ州の東部ボストンを含め、現在はその郊外に子孫を残しながら暮らしている。

## 歴史
ボストン湾に20の村を結成し、約3,000人が暮らしていた。未開だったがニューイングランドの地には少数のヨーロッパ人が訪れており、1497年にジョン・カボットがニューイングランドの海岸を探検している。1614年にジョン・スミスも訪れているが、この地に住むマサチューセッツ族は1614年から1617年まで災難に見舞われた。まず疫病で、そして付近の北東部から来た別の部族がマサチューセッツ族の村々を攻撃し、それにより1600年頃にいた約3,000人の部族のほとんどが殺され、マサチューセッツ族の人口は大きく減少した。
イングランドから来たピューリタンのピルグリム・ファーザーズ一団が1620年にボストン湾に到着した時には、マサチューセッツ族の人数はわずか500人で、多くのマサチューセッツ族の村は壊滅していた。1629年にピルグリムのピューリタンが最初の入植地としてプリマスの集落を築き暮らしていた時、500人のマサチューセッツ族は隣接した地域に残されて暮らすのみであった。ピルグリムとの接触は部族の悲劇だった。1633年にヨーロッパから持ち込まれた天然痘が広まり、さらに多くの部族の命が失われた。その後、マサチューセッツ湾植民地ロクスボローの宣教師ジョン・エリオットが旧約聖書「モーセ五書」に倣って「祈りの町」の村を作り、マサチューセッツ族への布教を開始した。その過程で、アルゴンキン語訳の聖書を作成している。マサチューセッツ族の伝統はすぐに消えていった。
他の部族からの改宗者はこれらのキリスト教のコミュニティにも置かれ、1640年までに、マサチューセッツ族は別々の部族として存在するのをやめた。しかし、モホーク族などとの部族間の争いは絶えなかった。1675年にワンパノアグ族の「フィリップ王」ことメタコメット酋長が、ピルグリムのピューリタンに対して反乱（フィリップ王戦争）を起こしたとき、メタコメット酋長の反乱に加わるが、エリオットと改宗した部族の者は村に逃げた。その中にマサチューセッツ族もいて、結局ピューリタン側につくことを選択した。反乱を拒否したために、反乱に加わった部族からは軽蔑され、マサチューセッツ族はピューリタンを助けると申し出た。しかしピューリタンからはスパイの嫌疑をかけられ、マサチューセッツ族は他のキリスト教改宗の部族の者たちと共に、ボストン湾のディア島に隔離され、そこで非情にも虐殺された。大勢の者が死亡したが、フィリップ王戦争の終結後に14の村のうち7つは存続し、300人ほどが生き残った。
その後、天然痘などの病気や飢えなどで死んだり、奴隷にされ他の場所へ移されるなどして、部族の人口は絶滅近くまで大きく減少した。部族の組織としてはほぼ消滅し、他の人種との混血も進んでいるが、彼らは現在でもマサチューセッツ州のカントン、マッタパン、マンスフィールドといった都市の周辺近くで暮らしている。